# Contea di Shasta
La contea di Shasta, in inglese Shasta County, negli Stati Uniti d'America, è una contea della California settentrionale. Nel 2000 aveva 163 256 abitanti. Il capoluogo è Redding.

## Geografia
La contea si trova nel nord dello Stato e si colloca nella California settentrionale. Il fiume principale è il Sacramento che entra nella parte nord-ovest della contea, la attraversa, e va a formare la valle del Sacramento a sud, che poi continua a sud della contea. Il resto della contea è invece montuoso e rientra nella catena delle Cascate. Il lago principale è lo Shasta. Nella contea si trova il Lassen Peak, il vulcano attivo più meridionale della catena delle Cascate, che rientra nell'arco vulcanico delle Cascate.
Nella città di Redding si trova il Sundial Bridge, progettato da Santiago Calatrava.

### Contee confinanti
- Contea di Siskiyou - nord
- Contea di Modoc - nord-est
- Contea di Lassen - est
- Contea di Plumas - sud-est
- Contea di Tehama - sud
- Contea di Trinity - ovest

## Storia
La contea è una delle 27 contee originarie della California e fu fondata nel 1850. Fu chiamata come il Monte Shasta, nome che deriva da un popolo nativo che viveva nell'area.

## Comuni[4]

### Cities
- Anderson
- Redding (capoluogo)
- Shasta Lake

### Census-designated places
- Bella Vista
- Big Bend
- Burney
- Cassel
- Castella
- Centerville
- Cottonwood
- Fall River Mills
- French Gulch
- Happy Valley
- Hat Creek
- Igo
- Johnson Park
- Jones Valley
- Keswick
- Lakehead
- McArthur
- Millville
- Montgomery Creek
- Mountain Gate
- Oak Run
- Old Station
- Ono
- Palo Cedro
- Platina
- Round Mountain
- Shasta
- Shingletown
- Whitmore